# Campeonato Argentino de Rugby 1967
El Campeonato Argentino de Rugby de 1967 fue la vigésimo-tercera edición del torneo de uniones regionales organizado por la Unión Argentina de Rugby. Se llevó a cabo entre el 25 de mayo y el 20 de agosto de 1967.
La UAR decidió otorgar la organización de las fases finales a la Unión de Rugby de Rosario en conmemoración del centenario de la fundación del Club Atlético del Rosario. Fue la primera vez que la unión rosarina hospedó las etapas definitorias del Campeonato Argentino bajo el nuevo formato de sedes rotativas, habiendo recibido las finales individuales de 1962 y 1964.
Participó por primera vez de esta edición la Unión Jujeña de Rugby. Esta nueva unión regional fue fundada el 15 de agosto de 1966 y afiliada a la UAR en 1967, convirtiéndose así en la décimo-segunda "Unión del Interior".
La Unión de Rugby de Rosario cayó en la final 19-9 ante el seleccionado de Buenos Aires, quienes obtuvieron su quinto título.

## Equipos participantes
Participaron de esta edición trece equipos: doce uniones provinciales y la Unión Argentina de Rugby, representada por el equipo de Buenos Aires. 
| Equipo         | Unión                                                |
| -------------- | ---------------------------------------------------- |
| Alto Valle     | Unión de Rugby del Alto Valle de Río Negro y Neuquén |
| Buenos Aires   | Unión Argentina de Rugby                             |
| Córdoba        | Unión Cordobesa de Rugby                             |
| Cuyo           | Unión de Rugby de Cuyo                               |
| Jujuy          | Unión Jujeña de Rugby                                |
| Mar del Plata  | Unión de Rugby de Mar del Plata                      |
| Nordeste       | Unión de Rugby del Nordeste                          |
| Rosario        | Unión de Rugby de Rosario                            |
| San Juan       | Unión Sanjuanina de Rugby                            |
| Santa Fe       | Unión Santafesina de Rugby                           |
| Sur            | Unión de Rugby del Sur                               |
| Tucumán        | Unión de Rugby de Tucumán                            |
| Valle de Lerma | Unión de Rugby del Valle de Lerma                    |

## Partidos
|  | Primera Rueda             | Primera Rueda             | Primera Rueda             |              |                | Cuartos de final            | Cuartos de final            | Cuartos de final            |    |          | Semifinal    | Semifinal     | Semifinal     |               |         | Final        | Final        | Final        |  |
|  | 25 de mayo al 6 de agosto | 25 de mayo al 6 de agosto | 25 de mayo al 6 de agosto |              |                | 20 de junio al 20 de agosto | 20 de junio al 20 de agosto | 20 de junio al 20 de agosto |    |          | 17 de agosto | 17 de agosto  | 17 de agosto  |               |         | 20 de agosto | 20 de agosto | 20 de agosto |  |
|  |                           |                           |                           |              |                |                             |                             |                             |    |          |              |               |               |               |         |              |              |              |  |
|  |                           |                           |                           |              |                |                             |                             |                             |    |          |              |               |               |               |         |              |              |              |  |
|  | Jujuy                     | Jujuy                     | 5                         |              |                |                             |                             |                             |    |          |              |               |               |               |         |              |              |              |  |
|  | Jujuy                     | Jujuy                     | 5                         |              |                |                             |                             |                             |    |          |              |               |               |               |         |              |              |              |  |
|  | Valle de Lerma            | Valle de Lerma            | 14                        |              |                |                             |                             |                             |    |          |              |               |               |               |         |              |              |              |  |
|  | Valle de Lerma            | Valle de Lerma            | 14                        |              | Valle de Lerma | Valle de Lerma              | 0                           |                             |    |          |              |               |               |               |         |              |              |              |  |
|  |                           |                           |                           |              | Valle de Lerma | Valle de Lerma              | 0                           |                             |    |          |              |               |               |               |         |              |              |              |  |
|  |                           |                           | Rosario                   | Rosario      | 19             |                             |                             |                             |    |          |              |               |               |               |         |              |              |              |  |
|  | Rosario                   | Rosario                   | Rosario                   | Rosario      | 19             | w.o.                        |                             |                             |    |          |              |               |               |               |         |              |              |              |  |
|  | Rosario                   | Rosario                   |                           |              |                |                             |                             |                             |    |          |              |               |               |               |         |              |              |              |  |
|  | Nordeste                  |                           |                           |              |                |                             |                             |                             |    |          |              |               |               |               |         |              |              |              |  |
|  |                           |                           |                           |              |                |                             | Rosario                     | Rosario                     | 22 |          |              |               |               |               |         |              |              |              |  |
|  |                           |                           |                           |              |                |                             |                             |                             | 22 |          |              |               |               |               |         |              |              |              |  |
|  |                           |                           | Córdoba                   | Córdoba      | 0              |                             |                             |                             |    |          |              |               |               |               |         |              |              |              |  |
|  | Córdoba                   | Córdoba                   | Córdoba                   | Córdoba      | 0              | bye                         |                             |                             |    |          |              |               |               |               |         |              |              |              |  |
|  | Córdoba                   | Córdoba                   |                           |              |                |                             |                             |                             |    |          |              |               |               |               |         |              |              |              |  |
|  |                           |                           |                           |              |                |                             |                             |                             |    |          |              |               |               |               |         |              |              |              |  |
|  |                           | Córdoba                   | Córdoba                   | 20           |                |                             |                             |                             |    |          |              |               |               |               |         |              |              |              |  |
|  |                           |                           |                           | 20           |                |                             |                             |                             |    |          |              |               |               |               |         |              |              |              |  |
|  |                           |                           | Cuyo                      | Cuyo         | 11             |                             |                             |                             |    |          |              |               |               |               |         |              |              |              |  |
|  | Cuyo                      | Cuyo                      | Cuyo                      | Cuyo         | 11             | 27                          |                             |                             |    |          |              |               |               |               |         |              |              |              |  |
|  | Cuyo                      | Cuyo                      |                           |              |                |                             |                             |                             |    |          |              |               |               |               |         |              |              |              |  |
|  | Alto Valle                | Alto Valle                | 0                         |              |                |                             |                             |                             |    |          |              |               |               |               |         |              |              |              |  |
|  | Alto Valle                | Alto Valle                | 0                         |              |                |                             |                             |                             |    |          |              |               |               |               | Rosario | Rosario      | 9            |              |  |
|  |                           |                           |                           |              |                |                             |                             |                             |    |          |              |               |               |               | Rosario | Rosario      | 9            |              |  |
|  |                           |                           | Buenos Aires              | Buenos Aires | 19             |                             |                             |                             |    |          |              |               |               |               |         |              |              |              |  |
|  | Santa Fe                  | Santa Fe                  | Buenos Aires              | Buenos Aires | 19             | bye                         |                             |                             |    |          |              |               |               |               |         |              |              |              |  |
|  | Santa Fe                  | Santa Fe                  |                           |              |                |                             |                             |                             |    |          |              |               |               |               |         |              |              |              |  |
|  |                           |                           |                           |              |                |                             |                             |                             |    |          |              |               |               |               |         |              |              |              |  |
|  |                           | Santa Fe                  | Santa Fe                  | 17           |                |                             |                             |                             |    |          |              |               |               |               |         |              |              |              |  |
|  |                           |                           |                           | 17           |                |                             |                             |                             |    |          |              |               |               |               |         |              |              |              |  |
|  |                           |                           | Tucumán                   | Tucumán      | 16             |                             |                             |                             |    |          |              |               |               |               |         |              |              |              |  |
|  | Tucumán                   | Tucumán                   | Tucumán                   | Tucumán      | 16             | 44                          |                             |                             |    |          |              |               |               |               |         |              |              |              |  |
|  | Tucumán                   | Tucumán                   |                           |              |                |                             |                             |                             |    |          |              |               |               |               |         |              |              |              |  |
|  | San Juan                  | San Juan                  | 0                         |              |                |                             |                             |                             |    |          |              |               |               |               |         |              |              |              |  |
|  | San Juan                  | San Juan                  | 0                         |              |                |                             |                             |                             |    | Santa Fe | Santa Fe     | 5             |               |               |         |              |              |              |  |
|  |                           |                           |                           |              |                |                             |                             |                             |    | Santa Fe | Santa Fe     | 5             |               |               |         |              |              |              |  |
|  |                           |                           | Buenos Aires              | Buenos Aires | 47             |                             |                             |                             |    |          |              |               |               |               |         |              |              |              |  |
|  | Mar del Plata             | Mar del Plata             | Buenos Aires              | Buenos Aires | 47             | bye                         |                             |                             |    |          |              |               |               |               |         |              |              |              |  |
|  | Mar del Plata             | Mar del Plata             |                           |              |                |                             |                             |                             |    |          |              |               |               |               |         |              |              |              |  |
|  |                           |                           |                           |              |                |                             |                             |                             |    |          |              |               |               |               |         |              |              |              |  |
|  |                           | Mar del Plata             | Mar del Plata             | 3            |                |                             |                             |                             |    |          |              | Tercer puesto | Tercer puesto | Tercer puesto |         |              |              |              |  |
|  |                           |                           |                           | 3            |                |                             |                             |                             |    |          |              | Tercer puesto | Tercer puesto | Tercer puesto |         |              |              |              |  |
|  |                           |                           | Buenos Aires              | Buenos Aires | 19             |                             |                             |                             |    |          |              |               |               |               |         |              |              |              |  |
|  | Sur                       | Sur                       | Buenos Aires              | Buenos Aires | 19             | 0                           |                             |                             |    |          |              |               |               | Córdoba       | Córdoba | 18           |              |              |  |
|  | Sur                       | Sur                       |                           |              |                |                             |                             |                             |    |          |              |               |               | Córdoba       | Córdoba | 18           |              |              |  |
|  | Buenos Aires              | Buenos Aires              | 45                        |              |                |                             |                             |                             |    |          |              |               |               |               |         | Santa Fe     | Santa Fe     | 5            |  |
|  | Buenos Aires              | Buenos Aires              | 45                        |              |                |                             |                             |                             |    |          |              |               |               |               |         | Santa Fe     | Santa Fe     | 5            |  |
|  |                           |                           |                           |              |                |                             |                             |                             |    |          |              |               |               |               |         |              |              |              |  |

### Primera rueda
| 6 de agosto | Jujuy                                   | 5 - 14  | Valle de Lerma                                                            | Jujuy,                               |                                      |
|             | Tries: F. Galán Conversiones: C. Romero | Reporte | Tries: F. Cornejo E. Clement Conversiones: F. Cornejo Penales: F. Cornejo | Árbitro(s): E. A. Caniggia (Tucumán) | Árbitro(s): E. A. Caniggia (Tucumán) |

| 6 de agosto | Cuyo | 27 - 0  | Alto Valle | Mendoza,                             |                                      |
|             |      | Reporte |            | Árbitro(s): Robin A. Conti (Rosario) | Árbitro(s): Robin A. Conti (Rosario) |

| 6 de agosto | Tucumán                                                                                                  | 44 - 0  | San Juan | Tucumán,                             |                                      |
|             | Tries: E. Quetglas R. Ternavasio J. Ghiringhelli J. Lomáscolo J. Paz H. Barbero Conversiones: S. Martoni | Reporte |          | Árbitro(s): L. M. Contini (Santa Fe) | Árbitro(s): L. M. Contini (Santa Fe) |

| 25 de mayo | Sur | 0 - 45  | Buenos Aires | Bahia Blanca,                           |                                         |
|            |     | Reporte |              | Árbitro(s): Carlos Tozzi (Buenos Aires) | Árbitro(s): Carlos Tozzi (Buenos Aires) |

### Cuartos de final
| 12 de agosto | Valle de Lerma                      | 6 - 16  | Rosario                                                                  | Salta,                             |                                    |
|              | Tries: R. Racioppi Pen.: F. Cornejo | Reporte | Tries: J. Scilabra J. Escobar Conversiones: J. Seaton Penales: J. Seaton | Árbitro(s): F. Malmierca (Tucumán) | Árbitro(s): F. Malmierca (Tucumán) |

| 13 de agosto | Córdoba                                                                         | 22 - 11 | Cuyo                                                     | Córdoba, |  |
|              | Tries: E. Meta H. Espinoza R. Loyola Conversiones: L. Capell Penales: L. Capell | Reporte | Tries: J. Nasazzi Conversiones: A. Meli Penales: A. Meli |          |  |

| 13 de agosto | Santa Fe                                                         | 17 - 16 | Tucumán                                                               | Santa Fe,                          |                                    |
|              | Tries: R. Rapela H. Aguilera P. Dekleva Conversiones: E. Bezombe | Reporte | Tries: S. Martoni J. Ghiringhelli H. Barbero Conversiones: S. Martoni | Árbitro(s): Néstor Tula (San Juan) | Árbitro(s): Néstor Tula (San Juan) |

| 20 de junio | Mar del Plata      | 3 - 19  | Buenos Aires                                                                             | Mar del Plata,                                 |                                                |
|             | Penales: L. Prieto | Reporte | Tries: M. Walther H. Méndez L. Varela E. Reynolds A. Echegaray Conversiones: J. O'Reilly | Árbitro(s): Juan C. Medrano Pizarro (Santa Fe) | Árbitro(s): Juan C. Medrano Pizarro (Santa Fe) |

### Semifinales
| 17 de agosto | Rosario                                                                          | 22 - 0  | Córdoba | Plaza Jewell, Rosario                         |                                               |
|              | Tries: E. España F. Lando J. Costante Conversiones: J. Seaton Penales: J. Seaton | Reporte |         | Árbitro(s): Casimiro Gutiérrez (Buenos Aires) | Árbitro(s): Casimiro Gutiérrez (Buenos Aires) |

| 17 de agosto | Santa Fe | 0 - 47  | Buenos Aires | Plaza Jewell, Rosario                      |                                            |
|              |          | Reporte | Tries: A. Rodríguez Jurado H. Méndez M. Pascual A. Otaño M. Walther D. Morgan Conversiones: H. Méndez J. O´Reilly Penales: J. O´Reilly Drops: H. Méndez | Árbitro(s): Manuel A. Peralta R. (Córdoba) | Árbitro(s): Manuel A. Peralta R. (Córdoba) |

### Tercer puesto
| 19 de agosto | Córdoba                                                       | 18 - 5  | Santa Fe                                   | Plaza Jewell, Rosario |  |
|              | Tries: J. Seeber J. Rubio J. C. Taleb Conversiones: L. Capell | Reporte | Tries: O. Ferrero Conversiones: E. Bezombe |                       |  |

### Final
| 20 de agosto | Rosario            | 9 - 19  | Buenos Aires                                                                      | Plaza Jewell, Rosario |  |
|              | Penales: J. Seaton | Reporte | Tries: H. Méndez M. Pascual H. Silva Conversiones: J. O´Reilly Penales: H. Méndez |                       |  |

|                      |
| Buenos Aires Campeón |
| Quinto título        |